# FK Teplice
FK Teplice (celým názvem: Fotbalový klub Teplice, a.s.) je český profesionální fotbalový klub, který sídlí v Teplicích v Ústeckém kraji. Ve své historii třikrát vyhrál Český fotbalový pohár. Tým hraje nejvyšší českou soutěž 1. českou fotbalovou ligu. Své domácí zápasy sehrává na stadionu Na Stínadlech s kapacitou 17 078 diváků. Klubové barvy jsou žlutá a modrá.
Teplický fotbalový klub vznikl v roce 1945 jako SK Teplice-Šanov a navázal na dřívější úspěšný klub německého obyvatelstva Teplitzer Fußball-Klub 1903. Během své historie se objevil i ve druhé lize a třetí lize, v posledních letech se klub pohybuje mezi tradičními prvoligovými celky a aspiranty na příčky do evropských pohárů. V sezóně 1998/99 skončily Teplice na druhém místě, což je nejlepší ligové umístění tohoto severočeského celku.
Trenérem je Zdenko Frťala, který převzal kádr po  Jiřím Jarošíkovi. K významným hráčům, kteří ve své kariéře oblékali dres klubu, patří například Pavel Verbíř, Josef Masopust, Edin Džeko, Tomáš Grigar, Přemysl Bičovský, Štěpán Vachoušek nebo bývalý trenér české reprezentace Michal Bílek.

## Současnost klubu

### Vedení klubu
- předseda představenstva:[1] Pavel Šedlbauer
- ředitel[2]: Rudolf Řepka
- sportovní ředitel:[3] Štěpán Vachoušek
- Hlavní trenér: Zdenko Frťala
- ředitel marketingu a komunikace:[4] Martin Kovařík
- sportovní sekretář:[5] Jiří Kučera
- obchodní ředitel: Přemysl Hruška
- ekonomická ředitelka: Lenka Capoušková
- technický ředitel: Mojmír Vajrych
- manažer mládeže: Jaroslav Bartoš
- šéftrenér mládeže: Marek Vait

## Soupiska
| #  | Pozice | Hráč              |
| -- | ------ | ----------------- |
| 1  | B      | Luděk Němeček     |
| 3  | Z      | Josef Švanda      |
| 6  | Z      | Michal Bílek      |
| 7  | Z      | Marek Beránek     |
| 10 | Ú      | Matěj Pulkrab     |
| 11 | Ú      | Matyáš Kozák      |
| 12 | Ú      | Matěj Náprstek    |
| 13 | Z      | Richard Sedláček  |
| 14 | Z      | Ladislav Krejčí   |
| 15 | O      | Jaroslav Harušťák |
| 16 | O      | Yegor Tsykalo     |
| 17 | O      | Denis Halinský    |
| 18 | Ú      | Hamza Ljukovac    |
| 19 | Ú      | Robert Jukl       |

| #  | Pozice | Hráč                |
| -- | ------ | ------------------- |
| 20 | Z      | Daniel Trubač       |
| 21 | O      | Jakub Emmer         |
| 22 | O      | Laco Takács         |
| 23 | Z      | Lukáš Mareček       |
| 24 | Ú      | Pavel Svatek        |
| 25 | Z      | Matej Riznič        |
| 26 | O      | Daniel Danihel      |
| 28 | O      | Dalibor Večerka     |
| 29 | B      | Matouš Trmal        |
| 31 | B      | Kryštof Lichtenberg |
| 33 | B      | Richard Ludha       |
| 34 | O      | Nojus Vytis Audinis |
| 35 | Z      | Matěj Radosta       |
| 46 | Z      | John Auta           |

### Změny v kádru v letním přestupovém období 2025–2026
| Příchody |                     |                     |     |                        |                           |
| Poz.     | Nár.                | Hráč                | Věk | Odkud přišel           | Typ                       |
| Ú        | Česko               | Matěj Pulkrab       | 28  | FK Mladá Boleslav      | přestup                   |
| B        | Česko               | Matouš Trmal        | 26  | FK Mladá Boleslav      | změna hostování v přestup |
| Ú        | Česko               | Matěj Náprstek      | 21  | FC Hradec Králové      | přestup                   |
| Ú        | Česko               | Matyáš Kozák        | 24  | AC Sparta Praha B      | přestup                   |
| Z        | Slovensko           | Matej Riznič        | 21  | FC Petržalka           | hostování                 |
| O        | Ukrajina            | Yegor Tsykalo       | 23  | Ruch Chorzów           | návrat z hostování        |
| O        | Česko               | Jaroslav Harušťák   | 23  | FC Baník Ostrava       | změna hostování v přestup |
| O        | Česko               | Jakub Hora          | 24  | FK Varnsdorf           | návrat z hostování        |
| B        | Česko               | Kryštof Lichtenberg | 22  | FK Mladá Boleslav      | hostování                 |
| Ú        | Bosna a Hercegovina | Hamza Ljukovac      | 20  | İstanbul Başakşehir FK | hostování                 |

| Odchody |           |                   |     |                   |                    |
| Poz.    | Nár.      | Hráč              | Věk | Kam odešel        | Typ                |
| Ú       | Senegal   | Abdallah Gning    | 26  | MFK Karviná       | přestup            |
| Z       | Česko     | Jakub Urbanec     | 33  | FK Příbram        | přestup            |
| O       | Česko     | Lukáš Havel       | 29  | FC Silon Táborsko | přestup            |
| O       | Srbsko    | Nemanja Mičević   | 26  | Česko             | konec smlouvy      |
| O       | Česko     | Albert Labík      | 21  | SK Slavia Praha B | návrat z hostování |
| Z       | Česko     | Daniel Langhamer  | 22  | FK Mladá Boleslav | návrat z hostování |
| Ú       | Egypt     | Mohamed Jásir     | 24  | Ahly SC           | návrat z hostování |
| Ú       | Česko     | Radek Šiler       | 20  | AC Sparta Praha B | návrat z hostování |
| Z       | Česko     | Filip Horský      | 22  | SK Slavia Praha   | návrat z hostování |
| B       | Česko     | Matěj Čechal      | 20  | FC Heartha Wels   | přestup            |
| Ú       | Slovensko | Kevin Zsigmond    | 27  | ŠK 1923 Gabčíkovo | přestup            |
| O       | Česko     | Ondřej Kričfaluši | 21  | SK Slavia Praha   | přestup            |

### B-tým
Soupiska rezervního týmu, který nastupuje v ČFL
| # | Pozice | Hráč             |
| - | ------ | ---------------- |
|   | B      | Jan Grümann      |
|   | B      | Radek Charvát    |
|   | O      | Milan Hadinec    |
|   | O      | Pavel Hrdlička   |
|   | O      | Ladislav Jamrich |
|   | O      | Patrik Kolář     |
|   | O      | David Köstl      |
|   | O      | Martin Lukáš     |

| # | Pozice | Hráč              |
| - | ------ | ----------------- |
|   | O      | Ibrahima Sarr     |
|   | Z      | Samuel Bednár     |
|   | Z      | Jakub Emmer       |
|   | Z      | Vojtěch Gornický  |
|   | Z      | Matyáš Korselt    |
|   | Z      | Martin Kříž       |
|   | Z      | Dominik Procházka |
|   | Ú      | Matyáš Vachoušek  |

### Vize klubu
"FK Teplice - Více než fotbal…""Posláním FK Teplice je být úspěšným a respektovaným fotbalovým klubem.  A to nejen na hřišti, ale i mimo něj. Chceme dlouhodobě aktivně přispívat k pozitivním společenským změnám v regionu a být inspirativním příkladem pro své okolí. Naši úspěšnost neměříme pouze počtem získaných trofejí, ale také dopadem klubových aktivit na okolní společnost."

### Sociální odpovědnost
V roce 2020 založil klub k ještě efektivnějšímu směřování aktivit v oblasti společenské odpovědnosti svůj Nadační fond FK Teplice, jehož prostřednictvím se snaží pomáhat zejména na Teplicku a v Ústeckém kraji. Již během prvního roku jeho činnosti se podařilo pomoci mnoha organizacím či jednotlivcům v našem regionu. Za všechny je možné uvést např. pomocŠtěpánkovi z Teplic, který utrpěl vážné popáleniny či zajištění speciálního antidekubitního programu pro bývalou zdravotní sestřičku teplické nemocnice paní Marcelu.
Velkou devízou Nadačního fondu FKT je to, že pomáhá opravdu velmi rychle tam, kde je to skutečně třeba. Využívá při tom své úzké mnohostranné spolupráce v oblasti CSR s řadou regionálních i místních charitativních a neziskových organizací, resp. poměrně komplexního přehledu o potřebách okolního prostředí. 

#### Vedení nadačního fondu

##### Správní rada
- Martin Kovařík - předseda
- Oldřich Slavík
- Vilém Kunz

##### Dozorčí rada
- Jan Hadraba - předseda
- Admir Ljevaković
- Ailce Tylová

Veřejná ocenění za sociální odpovědnost
Za své aktivity v oblasti sociální odpovědnosti obdržel klub množství veřejných ocenění:
- Nejlepší klub v rámci České republiky v prestižním žebříčku Responsiball za rok 2021[7]
- Cenu hejtmana Ústeckého kraje za společenskou odpovědnost za rok 2021
- Čestné uznání Fóra dárců v kategorii Výroční zpráva - firemní
- Cenu Lukáše Přibyla v kategorii CSR za sezónu 2021/22
- Cenu Lukáše Přibyla v kategorii CSR za sezónu 2020/21
- Cenu Lukáše Přibyla v kategorii CSR za sezónu 2019/20
- Cenu hejtmana Ústeckého kraje za společenskou odpovědnost za rok 2018
- Cenu Arkadie za rok 2018

## Historie

### Raketový start
Předválečný slavný fotbalový klub Teplitzer FK v roce 1939 zanikl. Krátce po skončení války, již v květnu 1945, se dohodla čtveřice zakladatelů na založení klubu nového. Zakladateli byli: redaktor Rudolf Cajthaml, v klubu byl pak pokladníkem, Václav Anft, první předseda klubu, Josef Jirásek, první sekretář klubu a Zdeněk Šteflík, první klubový trenér i správce hřiště. Klub pojmenovali SK Teplice-Šanov a přihlásili jej do pravidelných soutěží Československého fotbalového svazu. Využíval staré hřiště po Teplitzer FK, přezdívané U drožďárny a jako tréninkové škvárové Na Bramši. Prvními trenéry byli Zdeněk Šteflík a Rudolf Krčil. Sportovní činnost započali zorganizováním turnaje O pohár osvobození, který vyhráli. Každým rokem tým dokázal soutěž, ve které právě působil, vyhrát (I.A třída, divize) a postoupil do soutěže vyšší, takže po jaru 1948 se ocitl v první lize.

### První liga poprvé, 1948–1953
I přes časté střídání klubového názvu a zastřešujícího podniku se tým dokázal v první lize udržet pět fotbalových ročníků. Tři hráči z týmu tohoto období se dostali i mezi čs. fotbalovou reprezentaci: Miloslav Malý, Ladislav Kareš a Vlastimil Havlíček. V ročnících 1950 a 1951 zde sehrál 54 zápasů pozdější reprezentant Josef Masopust. Tým v tomto období trénovali Rudolf Vytlačil a Jan Kuželík.
- 1948 SK Teplice, 9. místo, 11 bodů
- 1949 ZSJ Technomat Teplice, 6. místo, 29 bodů
- 1950 ZSJ Technomat Teplice, 8. místo, 25 bodů
- 1951 Sokol Vodotechna Teplice, 10. místo, 25 bodů
- 1952 Sokol Ingstav Teplice, 3. místo, 33 bodů

Na počátku roku 1953 došlo k nesmyslné reorganizaci soutěží a teplický klub s novým názvem DSO Tatran Teplice byl z první ligy administrativně vyřazen.

### Druholigové trápení, 1953–1964
Pod názvy Tatran a Slovan Teplice dalších 11 let bojoval ve II. lize o návrat mezi fotbalovou elitu. Trénovali jej tehdy Rudolf Krčil, od roku 1962 Vlastimil Chobot.
- 1953 Tatran, 2. místo, 17 bodů
- 1954 Tatran, 2. místo, 23 bodů
- 1955 Tatran. 3. místo, 31 bodů
- 1956 Tatran, 5. místo, 24 bodů

- 1957/1958 Tatran, 3. místo, 39 bodů
- 1958/1959 Tatran, 7. místo, 24 bodů
- 1959/1960 Tatran, 5. místo, 28 bodů
- 1960/1961 Slovan, 3. místo, 26 bodů
- 1961/1962 Slovan, 7. místo, 21 bodů
- 1962/1963 Slovan, 4. místo, 30 bodů
- 1963/1964 Slovan, 1. místo. 36 bodů

V té době měl i svůj B tým, hrající krajský přebor.

### První liga podruhé, 1964–1979
V roce 1964 tým dokázal II. ligu vyhrát a dostal se na 15 ligových ročníků do ligy první. Již druhým rokem této éry získal silného sponzora v místních sklárnách, a tak změnil i svůj název.
- 1964/1965 Slovan, 9. místo, 25 bodů
- 1965/1966 Sklo Union Teplice, 11. místo, 22 bodů
- 1966/1967 Sklo Union Teplice, 9. místo, 22 bodů
- 1967/1968 Sklo Union Teplice, 9. místo, 25 bodů
- 1968/1969 Sklo Union Teplice, 12. místo, 22 bodů
  - V létě roku 1969 pod hlavičkou Český lev zvítězil na mezinárodním turnaji v Jižní Americe
- 1969/1970 Sklo Union Teplice, 5. místo, 33 bodů
- 1970/1971 Sklo Union Teplice, 3. místo, 35 bodů
  - Účast v 1. kole Poháru UEFA, kde však nepřešel přes polského soupeře GKS Zagłębie Wałbrzych (0:1 a 2:3).
- 1971/1972 Sklo Union Teplice, 9. místo, 27 bodů
- 1972/1973 Sklo Union Teplice, 9. místo, 28 bodů
  - Finalista Českého poháru
- 1973/1974 Sklo Union Teplice, 6. místo, 29 bodů
- 1974/1975 Sklo Union Teplice, 7. místo, 30 bodů
  - V létě roku 1975 zvítězil na mezinárodním turnaji v Teheránu
- 1975/1976 Sklo Union Teplice, 5. místo, 32 bodů
- 1976/1977 Sklo Union Teplice, 12. místo, 28 bodů
  - Vítěz Českého poháru 1977, finalista Československého poháru 1977
- 1977/1978 Sklo Union Teplice, 5. místo, 33 bodů
- 1978/1979 Sklo Union Teplice, 16. místo – sestup, 23 bodů

V tomto období klub získal v květnu 1973 nový stadion Na Stínadlech. Slavnostního otevření se zúčastnil mj. prezident FIFA Sir Stanley Rous z Velké Británie.[zdroj?]
Ve druhém prvoligovém období zde hrála celá řada reprezentantů ČSSR: Jiří Sedláček, Jiří Novák, Pavel Stratil, Přemysl Bičovský, Zdeněk Koubek. Vystřídali se zde trenéři Jan Kalous, Antonín Rýgr, Josef Forejt a Karel Bílek.
Mimo A týmu měl klub i nadále svůj B tým, který se probojoval postupně z krajského přeboru do divize, III. ligy, ČNL. Název měnil stejně, jako A tým.
V B týmu působila celá řada hráčů, kteří hráli příležitostně i za A mužstvo (Pavel Dohnal, Zdeněk Bradáč, Jiří Malý, Jan Hejma apod.), také zde trénovali i hráči z jiných ligových mužstev, kteří prodělávali léčení nebo rehabilitaci ve Vojenských lázních Teplice.

### Na dno a zpět, 1979–1996
Po sestupu do II. ligy v roce 1979 hrál klub na její špici. První dva ročníky vyhrál, ale neprošel nařízenou baráží. V roce 1983 soutěž opět vyhrál a na jeden rok se dostal zpět do první ligy. Z ní ovšem vzápětí sestoupil a v dalších letech šla fotbalová úroveň týmu dolů. V roce 1988 hrozil sestup i z II. ligy, který se stal skutečností po sezóně 1990/91.
V roce 1990 po celospolečenských změnách klub ztratil na několik let oporu teplických skláren. Zájem o fotbal se v Teplicích dostal na své dlouhodobé minimum. Vůbec nebylo jasné, zda se na Stínadlech vrcholový fotbal udrží.
V roce 1991 došlo k jeho "záchrannému spojení" s VTJ Žatec (vojenská TJ) a klub se přejmenoval na FK VTJ Teplice. Pod tímto názvem bojoval o soutěžní body po dvě sezony s týmy z Čech, mezi nimiž byli i regionální rivalové: Ústí nad Labem, Chomutov, Blšany a také rezervy ligových týmů Slavie nebo Českých Budějovic.
Po sezóně 1992/93 klub (už s Pavlem Verbířem) dokázal postoupit do 2. nejvyšší soutěže, která zahájila společně s Teplicemi svůj první samostatný ročník po vzniku České republiky. Klub koupil podnikatel Frydrych, změnil se klubový název na FK Frydrych Teplice, pod kterým klub odehrál sezonu 1993/94. Po ní pan Frydrych z klubu odešel. Staronovým spolehlivým sponzorem a později i majitelem se staly opět teplické sklárny, tehdy s názvem Glavunion a.s. V roce 1996 se klub vrátil do první ligy. Už v první ligové sezóně se kapitán Pavel Verbíř dostal svými výbornými výkony do povědomí české fotbalové veřejnosti, včetně reprezentačních trenérů a hned v září 1996 si odbyl svou premiéru za národní tým. Od roku 1979 do roku 1996 se u týmu vystřídalo 9 trenérů, František Cerman dokonce třikrát.
- 1979/1980 Sklo Union Teplice, II. liga, 1. místo, neúspěšná baráž
- 1980/1981 totéž
- 1981/1982 Sklo Union Teplice, II. liga, 3. místo
- 1982/1983 Sklo Union Teplice. II. liga. 1. místo, postup
- 1983/1984 Sklo Union Teplice, I. liga, 15. místo s 20 body, sestup
- 1984/1985 Sklo Union Teplice. II. liga, 3. místo
- 1985/1986 Sklo Union Teplice. II. liga, 12. místo
- 1986/1987 Sklo Union Teplice. II. liga, 10. místo
- 1987/1988 Sklo Union Teplice. II. liga, 14. místo
- 1988/1989 Sklo Union Teplice. II. liga, 10. místo
- 1989/1990 Sklo Union Teplice. II. liga, 11. místo
- 1990/1991 FK Sklo Union Teplice, II. liga, 15. místo, sestup
- 1991/1992 FK VTJ Teplice, III. liga – Česká fotbalová liga, 8. místo
- 1992/1993 FK VTJ Teplice, III. liga – ČFL, 2. místo, postup do II. ligy
- 1993/1994 FK Frydrych Teplice, II. liga, 8. místo
- 1994/1995 FK Teplice, II. liga, 4. místo
- 1995/1996 FK Teplice, II. liga, 2. místo, postup do I. ligy

### Prvoligová příslušnost
Od podzimu roku 1996 se A tým mužů stal opět prvoligovým mužstvem. Ne vždy uspokojivé výsledky i zdravotní problémy vedly k častým výměnám trenérů, takže v období let 1996 až 2011 se jich zde vystřídalo 13 (Petr Rada třikrát). Na domácí půdě hraje stále v areálu Na Stínadlech a od roku 1994 zůstává stejný i název klubu, tedy FK Teplice. Na dresech má logo AGC hlavního klubového sponzora, zdejších skláren AGC Flat Glass Czech a.s.
- 1996/1997 FK Teplice, I. liga, 13. místo, 28 bodů
- 1997/1998 FK Teplice, I. liga, 7. místo, 40 bodů
- 1998/1999 FK Teplice, I. liga, 2. místo, 55 bodů
- 1999/2000 FK Teplice, I. liga, 5. místo, 41 bodů
- 2000/2001 FK Teplice, I. liga, 8. místo, 40 bodů
- 2001/2002 FK Teplice, I. liga, 7. místo, 41 bodů
- 2002/2003 FK Teplice, I. liga, 6. místo, 45 bodů
- 2003/2004 FK Teplice, I. liga, 9. místo, 39 bodů
- 2004/2005 FK Teplice, I. liga, 3. místo, 53 bodů
- 2005/2006 FK Teplice, I. liga, 4. místo, 52 bodů
- 2006/2007 FK Teplice, I. liga, 8. místo, 42 bodů
- 2007/2008 FK Teplice, I. liga, 5. místo, 53 bodů
- 2008/2009 FK Teplice, I. liga, 7. místo, 43 bodů

- 2009/2010 FK Teplice, I. liga, 4. místo, 55 bodů
- 2010/2011 FK Teplice, I. liga, 10. místo, 39 bodů
- 2011/2012 FK Teplice, I. liga, 5. místo, 46 bodů.[11]

## Historické názvy
- 1945 — SK Teplice-Šanov (Sportovní klub Teplice-Šanov)
- 1948 — Sokol Teplice
- 1949 — ZSJ Technomat Teplice (Základní sportovní jednota Technomat Teplice)
- 1951 — ZSJ Vodotechna Teplice (Základní sportovní jednota Vodotechna Teplice)
- 1952 — ZSJ Ingstav Teplice (Základní sportovní jednota Ingstav Teplice)
- 1953 — DSO Tatran Teplice (Dobrovolná sportovní organizace Tatran Teplice)
- 1960 — TJ Slovan Teplice (Tělovýchovná jednota Slovan Teplice)[12]
- 1966 — TJ Sklo Union Teplice (Tělovýchovná jednota Sklo Union Teplice)
- 1991 — fúze s VTJ Žatec → TFK VTJ Teplice (Tělovýchovný fotbalový klub Vojenská tělovýchovná jednota Teplice)
- 1993 — FK Frydrych Teplice (Fotbalový klub Frydrych Teplice)
- 1994 — FK Teplice, a.s. (Fotbalový klub Teplice, a.s.)

## Úspěchy

### Úspěchy mužů
| Domácí medaile (3) |
| - Československá nejvyšší fotbalová soutěž - – ZSJ Ingstav Teplice: 1952; TJ Sklo Union Teplice: 1970/71 - Česká nejvyšší fotbalová soutěž - – FK Teplice: 1998/99 - – FK Teplice: 2004/05 - Český fotbalový pohár (3× vítěz) - – TJ Sklo Union Teplice: 1976/77; FK Teplice: 2002/03, 2008/09 |
| Menší úspěchy |
| - Perleťový pohár (3× vítěz) - – TJ Sklo Union Teplice: 1968, 1969, 1970 - Tipsport liga (2× vítěz) - – FK Teplice: 2001, 2006 |

## Umístění v jednotlivých sezonách

### Stručný přehled
Zdroj: 
- 1945–1947: I. A třída
- 1947–1948: Divize
- 1948–1950: Celostátní československé mistrovství
- 1951–1952: Mistrovství československé republiky
- 1953–1955: Celostátní československá soutěž – sk. A
- 1956–1964: 2. liga – sk. A
- 1964–1979: 1. liga
- 1979–1981: ČNFL – sk. A
- 1981–1983: 1. ČNFL
- 1983–1984: 1. liga
- 1984–1991: 1. ČNFL
- 1991–1993: Česká fotbalová liga
- 1993–1996: 2. liga
- 1996– : 1. liga

### Jednotlivé ročníky
Zdroj: 
Legenda: Z – zápasy, V – výhry, R – remízy, P – porážky, VG – vstřelené góly, OG – obdržené góly, +/- – rozdíl skóre, B – body, červené podbarvení – sestup, zelené podbarvení – postup, fialové podbarvení – reorganizace, změna skupiny či soutěže
| Československo (1945 – 1993) |                                          |        |    |    |    |    |     |    |      |    |        |
| Sezóna                       | Liga                                     | Úroveň | Z  | V  | R  | P  | VG  | OG | +/-  | B  | Pozice |
| 1945/46                      | I. A třída                               | 3      | 26 | 18 | 5  | 3  | 133 | 37 | +96  | 41 | 1.     |
| 1946/47                      | I. A třída                               | 3      | 30 | 28 | 0  | 2  | 148 | 28 | +120 | 56 | 1.     |
| 1947/48                      | Divize                                   | 2      | 22 | 16 | 3  | 3  | 66  | 30 | +36  | 35 | 1.     |
| 1948                         | Celostátní československé mistrovství    | 1      | 13 | 4  | 3  | 6  | 27  | 27 | 0    | 11 | 9.     |
| 1949                         | Celostátní československé mistrovství    | 1      | 26 | 12 | 5  | 9  | 63  | 48 | +15  | 29 | 6.     |
| 1950                         | Celostátní československé mistrovství    | 1      | 26 | 8  | 9  | 9  | 51  | 50 | +1   | 25 | 8.     |
| 1951                         | Mistrovství československé republiky     | 1      | 26 | 10 | 5  | 11 | 50  | 56 | -6   | 25 | 10.    |
| 1952                         | Mistrovství československé republiky     | 1      | 26 | 13 | 7  | 6  | 48  | 30 | +18  | 33 | 3.     |
| 1953                         | Celostátní československá soutěž – sk. A | 2      | 11 | 8  | 1  | 2  | 35  | 12 | +23  | 17 | 2.     |
| 1954                         | Celostátní československá soutěž – sk. A | 2      | 18 | 10 | 3  | 5  | 51  | 18 | +33  | 23 | 2.     |
| 1955                         | Celostátní československá soutěž – sk. A | 2      | 22 | 14 | 3  | 5  | 62  | 26 | +36  | 31 | 3.     |
| 1956                         | 2. liga – sk. A                          | 2      | 22 | 10 | 4  | 8  | 41  | 36 | +5   | 24 | 5.     |
| 1957/58                      | 2. liga – sk. A                          | 2      | 33 | 16 | 7  | 10 | 68  | 38 | +30  | 39 | 3.     |
| 1958/59                      | 2. liga – sk. A                          | 2      | 26 | 9  | 6  | 11 | 44  | 59 | -15  | 24 | 7.     |
| 1959/60                      | 2. liga – sk. A                          | 2      | 26 | 10 | 8  | 8  | 41  | 31 | +10  | 28 | 5.     |
| 1960/61                      | 2. liga – sk. A                          | 2      | 22 | 11 | 4  | 7  | 33  | 27 | +6   | 26 | 3.     |
| 1961/62                      | 2. liga – sk. A                          | 2      | 22 | 6  | 9  | 7  | 28  | 33 | -5   | 21 | 7.     |
| 1962/63                      | 2. liga – sk. A                          | 2      | 26 | 11 | 8  | 7  | 49  | 38 | +11  | 30 | 4.     |
| 1963/64                      | 2. liga – sk. A                          | 2      | 26 | 17 | 2  | 7  | 38  | 24 | +14  | 36 | 1.     |
| 1964/65                      | 1. liga                                  | 1      | 26 | 12 | 1  | 13 | 31  | 53 | -22  | 25 | 9.     |
| 1965/66                      | 1. liga                                  | 1      | 26 | 9  | 4  | 13 | 20  | 36 | -16  | 22 | 11.    |
| 1966/67                      | 1. liga                                  | 1      | 26 | 9  | 4  | 13 | 23  | 36 | -13  | 22 | 9.     |
| 1967/68                      | 1. liga                                  | 1      | 26 | 10 | 5  | 11 | 25  | 32 | -7   | 25 | 9.     |
| 1968/69                      | 1. liga                                  | 1      | 26 | 9  | 4  | 13 | 34  | 40 | -6   | 22 | 12.    |
| 1969/70                      | 1. liga                                  | 1      | 30 | 11 | 11 | 8  | 26  | 19 | +7   | 33 | 5.     |
| 1970/71                      | 1. liga                                  | 1      | 30 | 14 | 7  | 9  | 38  | 26 | +12  | 35 | 3.     |
| 1971/72                      | 1. liga                                  | 1      | 30 | 9  | 9  | 12 | 36  | 37 | -1   | 27 | 9.     |
| 1972/73                      | 1. liga                                  | 1      | 30 | 12 | 4  | 14 | 37  | 34 | +3   | 28 | 9.     |
| 1973/74                      | 1. liga                                  | 1      | 30 | 11 | 7  | 12 | 42  | 39 | +3   | 29 | 6.     |
| 1974/75                      | 1. liga                                  | 1      | 30 | 9  | 12 | 9  | 28  | 36 | -8   | 30 | 7.     |
| 1975/76                      | 1. liga                                  | 1      | 30 | 12 | 8  | 10 | 36  | 44 | -8   | 32 | 5.     |
| 1976/77                      | 1. liga                                  | 1      | 30 | 11 | 6  | 13 | 45  | 46 | -1   | 28 | 12.    |
| 1977/78                      | 1. liga                                  | 1      | 30 | 11 | 11 | 8  | 28  | 34 | -6   | 33 | 5.     |
| 1978/79                      | 1. liga                                  | 1      | 30 | 8  | 7  | 15 | 30  | 48 | -18  | 23 | 16.    |
| 1979/80                      | ČNFL – sk. A                             | 2      | 30 | 19 | 8  | 3  | 60  | 18 | +42  | 46 | 1.     |
| 1980/81                      | ČNFL – sk. A                             | 2      | 30 | 20 | 6  | 4  | 53  | 16 | +37  | 46 | 1.     |
| 1981/82                      | 1. ČNFL                                  | 2      | 30 | 19 | 5  | 6  | 50  | 22 | +28  | 43 | 3.     |
| 1982/83                      | 1. ČNFL                                  | 2      | 30 | 19 | 5  | 6  | 54  | 30 | +24  | 43 | 1.     |
| 1983/84                      | 1. liga                                  | 1      | 30 | 5  | 10 | 15 | 29  | 51 | -22  | 20 | 15.    |
| 1984/85                      | 1. ČNFL                                  | 2      | 30 | 14 | 6  | 10 | 41  | 33 | +8   | 34 | 3.     |
| 1985/86                      | 1. ČNFL                                  | 2      | 30 | 9  | 8  | 13 | 35  | 44 | -9   | 26 | 12.    |
| 1986/87                      | 1. ČNFL                                  | 2      | 30 | 9  | 10 | 11 | 30  | 39 | -9   | 28 | 10.    |
| 1987/88                      | 1. ČNFL                                  | 2      | 28 | 9  | 5  | 14 | 32  | 37 | -5   | 17 | 14.    |
| 1988/89                      | 1. ČNFL                                  | 2      | 30 | 10 | 8  | 12 | 32  | 36 | -4   | 28 | 10.    |
| 1989/90                      | 1. ČNFL                                  | 2      | 30 | 10 | 8  | 12 | 31  | 43 | -12  | 22 | 12.    |
| 1990/91                      | 1. ČNFL                                  | 2      | 30 | 9  | 7  | 14 | 36  | 54 | -18  | 25 | 15.    |
| 1991/92                      | Česká fotbalová liga                     | 3      | 34 | 14 | 9  | 11 | 64  | 44 | +20  | 37 | 8.     |
| 1992/93                      | Česká fotbalová liga                     | 3      | 34 | 21 | 10 | 3  | 76  | 30 | +46  | 52 | 2.     |
| Česko (1993 – )              |                                          |        |    |    |    |    |     |    |      |    |        |
| Sezóna                       | Liga                                     | Úroveň | Z  | V  | R  | P  | VG  | OG | +/-  | B  | Pozice |
| 1993/94                      | 2. liga                                  | 2      | 30 | 10 | 10 | 10 | 37  | 36 | +1   | 30 | 8.     |
| 1994/95                      | 2. liga                                  | 2      | 34 | 14 | 3  | 17 | 47  | 53 | -6   | 45 | 11.    |
| 1995/96                      | 2. liga                                  | 2      | 30 | 16 | 8  | 6  | 41  | 23 | +18  | 56 | 2.     |
| 1996/97                      | 1. liga                                  | 1      | 30 | 6  | 10 | 14 | 21  | 37 | -16  | 28 | 13.    |
| 1997/98                      | Gambrinus liga                           | 1      | 30 | 10 | 10 | 10 | 36  | 30 | +6   | 40 | 7.     |
| 1998/99                      | Gambrinus liga                           | 1      | 30 | 16 | 7  | 7  | 55  | 30 | +25  | 55 | 2.     |
| 1999/00                      | Gambrinus liga                           | 1      | 30 | 10 | 11 | 9  | 38  | 38 | 0    | 41 | 5.     |
| 2000/01                      | Gambrinus liga                           | 1      | 30 | 12 | 4  | 14 | 45  | 39 | +6   | 40 | 8.     |
| 2001/02                      | Gambrinus liga                           | 1      | 30 | 12 | 5  | 13 | 37  | 41 | -4   | 41 | 7.     |
| 2002/03                      | Gambrinus liga                           | 1      | 30 | 13 | 6  | 11 | 33  | 32 | +1   | 45 | 6.     |
| 2003/04                      | Gambrinus liga                           | 1      | 30 | 9  | 12 | 9  | 32  | 32 | 0    | 39 | 9.     |
| 2004/05                      | Gambrinus liga                           | 1      | 30 | 14 | 11 | 5  | 36  | 27 | +9   | 53 | 3.     |
| 2005/06                      | Gambrinus liga                           | 1      | 30 | 12 | 16 | 2  | 38  | 24 | +14  | 52 | 4.     |
| 2006/07                      | Gambrinus liga                           | 1      | 30 | 11 | 9  | 10 | 44  | 39 | +5   | 42 | 8.     |
| 2007/08                      | Gambrinus liga                           | 1      | 30 | 16 | 5  | 9  | 40  | 27 | +13  | 53 | 5.     |
| 2008/09                      | Gambrinus liga                           | 1      | 30 | 12 | 7  | 11 | 33  | 25 | +8   | 43 | 7.     |
| 2009/10                      | Gambrinus liga                           | 1      | 30 | 15 | 10 | 5  | 44  | 25 | +19  | 55 | 4.     |
| 2010/11                      | Gambrinus liga                           | 1      | 30 | 10 | 9  | 11 | 39  | 46 | -7   | 39 | 10.    |
| 2011/12                      | Gambrinus liga                           | 1      | 30 | 12 | 10 | 8  | 36  | 30 | +6   | 46 | 5.     |
| 2012/13                      | Gambrinus liga                           | 1      | 30 | 8  | 8  | 14 | 36  | 47 | -11  | 32 | 12.    |
| 2013/14                      | Gambrinus liga                           | 1      | 30 | 13 | 7  | 10 | 51  | 35 | +16  | 46 | 5.     |
| 2014/15                      | Synot liga                               | 1      | 30 | 9  | 11 | 10 | 41  | 37 | +4   | 38 | 7.     |
| 2015/16                      | Synot liga                               | 1      | 30 | 7  | 9  | 14 | 37  | 52 | -15  | 30 | 12.    |
| 2016/17                      | ePojisteni.cz liga                       | 1      | 30 | 13 | 9  | 8  | 38  | 25 | +13  | 48 | 5.     |
| 2017/18                      | HET liga                                 | 1      | 30 | 8  | 10 | 12 | 32  | 40 | -8   | 34 | 8.     |
| 2018/19                      | Fortuna:Liga                             | 1      | 30 | 10 | 6  | 14 | 32  | 42 | -10  | 36 | 10.    |
| 2019/20                      | Fortuna:Liga                             | 1      | 33 | 9  | 11 | 13 | 37  | 51 | -14  | 38 | 12.    |
| 2020/21                      | Fortuna:Liga                             | 1      | 34 | 7  | 9  | 18 | 34  | 66 | -32  | 30 | 15.    |
| 2021/22                      | Fortuna:Liga                             | 1      | 35 | 8  | 5  | 22 | 33  | 59 | -26  | 29 | 15.    |
| 2022/23                      | Fortuna:Liga                             | 1      | 35 | 11 | 9  | 15 | 45  | 67 | -22  | 42 | 12.    |
| 2023/24                      | Fortuna:Liga                             | 1      | 30 | 9  | 9  | 12 | 31  | 40 | -9   | 36 | 10.    |

Poznámky:
- 1946/47: Teplice uspěly v kvalifikaci o divizní účast (6 zápasů, 5 výher, 1 prohra, skóre 31:14).[17]
- 1947/48: Teplice uspěly v kvalifikaci o prvoligovou účast (2 zápasy, 1 výhra, 1 remíza, skóre 5:2).[17]
- 1979/80: Teplice (vítěz sk. A) prohrály v baráži s Hradcem Králové (vítěz sk. B) celkově 1:2 (1.z. – 0:1, 2.z. – 1:1), Hradec Králové tak postoupil do nejvyšší soutěže.
- 1980/81: Teplice (vítěz sk. A) prohrály v baráži s Vítkovicemi (vítěz sk. B) celkově 0:1 (1.z. – 0:1, 2.z. – 0:0), Vítkovice tak postoupily do nejvyšší soutěže.
- 1987/88: Teplicím bylo odečteno šest bodů za korupci.
- 1989/90: Teplice byly původně ze soutěže vyloučeny po odehrání prvních kol. Poté byly do soutěže vráceny se šestibodovým odečtem za korupci.
- 2018/19: Klub se zúčastnil play-off o evropské poháry. V semifinále se utkal s Mladou Boleslaví, které podlehl celkovým poměrem 1:9.

## Účast v evropských pohárech
Legenda: SEP – Středoevropský pohár, VP – Veletržní pohár, PMEZ – Pohár mistrů evropských zemí, PVP – Pohár vítězů pohárů, LM – Liga mistrů UEFA, UEFA – Pohár UEFA, EL – Evropská liga UEFA, SP – Superpohár UEFA, PI – Pohár Intertoto, IP – Interkontinentální pohár, MS – Mistrovství světa ve fotbale klubů
- UEFA 1971/1972 – 1. kolo
- LM 1999/2000 – 3. předkolo
- UEFA 1999/2000 – 2. kolo
- PI 2002 – Semifinále
- UEFA 2003/2004 – 3. kolo
- PI 2004 – 2. kolo
- UEFA 2005/2006 – 1. kolo
- PI 2006 – 2. kolo
- EL 2009/2010 – 4. předkolo

## Síň slávy FK Teplice
V roce 2011 založil klub svou síň slávy, do které bylo při prvním uvádění zvoleno jedenáct osobností teplické historie. Jsou to:
- Pavel Verbíř, Hráčem Teplic: 1992–2011. Dosud u klubu jako sportovní manažer. Ikona teplické kopané, dlouholetý kapitán mužstva i dynamický typ hráče s výbornou kopací technikou a razantní střelou, který působil v mládežnických družstvech Sparty Praha a přes Neratovice přišel v roce 1992 do Teplic, kde působí nepřetržitě dodnes. Ve svých 38 letech si svým zodpovědným přístupem stále udržuje standardní výkonnost a tudíž je příkladem pro ostatní, zejména mladé hráče. Nastoupil 10krát za reprezentaci a vstřelil 2 góly.
- Josef Masopust, V Teplicích: 1950–1952. Do Teplic přišel z Mostu, aby po dvou letech odešel na základní vojenskou službu do tehdejší ATK Praha (později Dukla), kde se postupně herně vypracoval v jednoho z nejlepších středních záložníků v Evropě i ve světě. Dlouholetý člen reprezentačního mužstva, vicemistr světa v Chile 1962, držitel Zlatého míče pro nejlepšího fotbalistu Evropy v témže roce. Po skončení hráčské kariéry byl mj. tři roky trenérem československé reprezentace.
- Alois Jaroš, V Teplicích: 1950–1954. Hrotový, koncový útočník, jeden z nejlepších ligových střelců tehdejší doby. Později trenér ligového dorostu, kde vychoval spoustu kvalitních hráčů, kteří později hrávali ligu jak v Teplicích, tak v dalších ligových klubech.
- Rudolf Smetana, V Teplicích: 1956–1971. Běhavý a důrazný středový záložník menší postavy, který byl v klubu od mládežnických let, po skončení fotbalové činnosti působil nějakou dobu jako hráč a trenér v Okule Nýrsko, poté se vrátil zpět do Teplic a působil trenérsky u dorosteneckých družstev.
- Přemysl Bičovský, V Teplicích: 1967–1976. Bojovný a houževnatý záložník s perfektním výskokem a hrou hlavou i s neméně dobrou střelou, který začal ligu hrát v 17 letech po příchodu z Košťan, se svým přístupem vypracoval v jednoho z nejlepších a nejuznávanějších fotbalistů tehdejší doby. V reprezentaci odehrál 45 utkání a vstřelil 11 gólů. V lize nasbíral neuvěřitelných 433 ligových startů a s počtem 106 ligových gólů vstoupil do klubu ligových kanonýrů.
- Pavel Stratil, V Teplicích: 1966–1975. Jeden z nejlepších útočníků a střelců v historii teplické kopané i československé ligy. Dlouhodobě byl členem reprezentačního A mužstva, avšak na žádný závěrečný turnaj se nikdy nedostal. V Teplicích působil 9 let, odehrál celkem 464 utkání a nastřílel 254 gólů, z toho 70 v lize. V roce 1975 odešel do tehdy druholigové Sparty Praha, aby jí pomohl k návratu mezi fotbalovou elitu. Za Československo nastoupil ve 22 utkáních a vstřelil 2 góly.
- Jaroslav Melichar, V Teplicích: 1967–1985. Ikona teplické kopané, který vyjma vojenské základní služby v Dukle Praha nepřetržitě působil v teplickém klubu.Vynikající levonohý středový hráč s vybroušenou technikou a tvrdou střelou ze střední vzdálenosti. Byl členem mládežnických a juniorských reprezentačních výběrů, stal se neoficiálním mistrem Evropy do 18 let a mistrem Evropy do 23 let. Byl členem širšího reprezentačního výběru A mužstva ČSSR.
- Jiří Sedláček, V Teplicích: 1964–1980. Do Teplic přišel jako střední obránce, aby v něm v krátké době tehdejší trenér dorostu Šteflík objevil brankářský talent. Zanedlouho se stal díky svému profesionálnímu přístupu jedním z nejlepších a nejuznávanějších brankářů naší ligy a stal se i členem tehdejšího širšího reprezentačního výběru A mužstva. Místo v užším kádru po boku Alexandra Vencela na utkání Brazílie – Československo mu sebralo vážné zranění v mistrovském utkání. V roce 1980 odešel z Teplic do Ústí n. L.
- František Franke, V Teplicích: 1975–1989. Velice kvalitní střední obránce, spolehlivý a zodpovědný svým přístupem. S Františkem Weigendem vytvořili v Teplicích velmi kvalitní stoperskou dvojici, jednu z nejlepších v tehdejší lize, díky čemuž se oba stali členy širšího výběru A mužstva ČSSR. Franke byl již dříve členem juniorské reprezentace. Po ukončení činnosti ve vrcholovém fotbale se stal asistentem trenéra u A mužstva Teplic.
- Marián Řízek V Teplicích: 1996–2000. Střední obránce s výborným čtením hry, velkým herním přehledem, předvídavostí a herní organizací hráčů, byl ve své době jedním z nejlepších stoperů v naší lize. Po ukončení fotbalové činnosti na vrcholové úrovni začal působit jako hráč v nižších soutěžích, kde postupně započal i trenérskou práci, které se věnuje dodnes.
- Edin Džeko V Teplicích: 2006–2007. Vytáhlý, technicky vybavený a rychlý útočník s dobrou kopací technikou, se smyslem pro kombinaci, dobrým výběrem místa a výbornou hrou hlavou a střelbou. Do Teplic přestoupil v roce 2005 z bosenského Železničaru Sarajevo. V létě 2007 přestoupil do německého Wolfsburgu a odtud na jaře 2011 do anglického Manchesteru City. V roce 2009 byl vyhlášen bosenským fotbalistou roku. Je stálým členem reprezentačního výběru Bosny a Hercegoviny.
- Štěpán Vachoušek V Teplicích: 1992–2001, 2007–2017. Vynikající ofenzivní záložník, který v Teplicích odstartoval svou kariéru a postupně se na Stínadla přes Slavii, Marseille a Austrii Vídeň opět vrátil. Po uzavření hráčské kariéry působí jako sportovní ředitel.

## Reprezentanti
Během více než 60 let existence klubu jejími řadami prošla řada kvalitních fotbalistů. Někteří z nich se dostali do československého, resp. českého reprezentačního A týmu až po přestupu do jiných klubů (např. Josef Masopust), další do Teplic přišli až po skončení reprezentační kariéry (např. Martin Frýdek, Pavel Horváth, Tomáš Jun), ale několik hráčů bylo reprezentanty ještě v době, kdy oblékali teplický dres. Byli to:
- Miloslav Malý, útočník, reprezentoval 1× roku 1948
- Ladislav Kareš, útočník, reprezentoval 2× v letech 1949–1950
- Vlastimil Havlíček, brankář, v Teplicích 1948–1952, v reprezentaci 1948–1950, 5×
- Jiří Sedláček, brankář, v Teplicích 1965–1978, v reprezentaci 1970, 1×
- Jiří Novák, stoper, v reprezentaci 1970, 1×
- Pavel Stratil, útočník, v Teplicích 1966–1975, v reprezentaci 1970–1975, 22×
- Přemysl Bičovský, záložník, v Teplicích 1967–1977, v reprezentaci 1970–1975, 45×
- Zdeněk Koubek, levý obránce, reprezentoval 5× v období 1972–1975
- Pavel Verbíř, útočník a záložník, v Teplicích 1992–2008, v reprezentaci 1996–2000, 10×
- Martin Fenin, útočník, v Teplicích 1993–2008, v reprezentaci 2007–2011, 18×
- Tomáš Grigar, brankář, v Teplicích 2009–dosud, v reprezentaci 2009, 2×

## Historické milníky hráčů

### Klub ligových kanonýrů
Do prestižního Klubu ligových kanonýrů se zapsali dva hráči:
- č. 11 Ladislav Kareš, autor 163 ligových branek, z nichž v dresu Teplic vstřelil 28
- č. 45 Přemysl Bičovský, autor 106 ligových branek, z nichž v dresu Teplic nastřílel 58

### Klub ligových brankářů
Do Klubu ligových brankářů se zapsali tři hráči:
- Jiří Sedláček, 119 čistých kont, všechna v dresu Teplic
- Tomáš Poštulka, 109 čistých kont, 52 z nich v dresu Teplic
- Tomáš Grigar, 104 čistých kont, 92 z nich v dresu Teplic

### Klub legend FORTUNA:LIGY
Do klubu legend FORTUNA:LIGY vstupují hráči, kteří odehráli alespoň 300 zápasů v samostatné české soutěži:
- Pavel Horváth
- Pavel Verbíř
- Martin Fillo
- Tomáš Hunal
- Jan Rezek
- Luděk Zelenka
- Tomáš Grigar
- Tomáš Vondrášek
- Michal Doležal
- Štěpán Vachoušek
- Tomáš Poštulka
- Jakub Mareš
- Admir Ljevaković
- Karel Rada

## Trenéři
- 1945–1946 Zdeněk Šteflík
- 1947–1948 Rudolf Krčil
- 1948–1950 Rudolf Vytlačil
- 1950–1951 ... Kuželík
- 1952–1954 Rudolf Krčil
- 1954–1954 František Vlk
- 1955–1955 Jaroslav Riedl
- 1955–1955 Zdeněk Šteflík
- 1956–1958 Rudolf Krčil
- 1958–1958 František Vlk
- 1958–1959 Václav Hroneš
- 1959–1959 František Vlk
- 1959–1960 Karel Kosař
- 1960–1960 Vlastimil Chobot
- 1960–1960 Edmund Weigert
- 1960–1961 Vlastimil Havlíček
- 1961–1961 Alois Jaroš
- 1961–1961 Jiří Oplt
- 1961–1965 Vlastimil Chobot
- 1965–1966 Jan Kalous
- 1966–1970 Antonín Rýgr
- 1970–1973 Josef Forejt
- 1973–1977 Antonín Rýgr
- 1977–1979 Karel Bílek
- 1979–1981 Vladimír Mirka
- 1981–1983 František Cerman
- 1983–1984 Milan Kollár
- 1984–1985 Josef Zadina
- 1985–1986 Karel Vytisk
- 1986–1987 Jiří Rubáš
- 1987–1989 František Cerman
- 1989–1991 Jaromír Mixa
- 1991–1993 Milan Bokša
- 1993–1997 František Cerman
- 1997–2000 Josef Pešice
- 2000–2001 Petr Rada
- 2001–2001 Michal Bílek
- 2001–2001 Dušan Uhrin
- 2001–2002 František Cipro
- 2002–2004 František Straka
- 2004–2004 Jiří Nevrlý, Jan Poštulka
- 2004–2006 Vlastislav Mareček
- 2007–2007 Jiří Bartl
- 2007–2008 Petr Rada
- 2008–2011 Jiří Plíšek
- 2011–2012 Petr Rada[11]
- 2012–2012 Lukáš Přerost
- 2012–2015 Zdeněk Ščasný[18]
- 2015–2015 Petr Rada
- 2015–2016   David Vavruška
- 2016–2018 Daniel Šmejkal
- 2018–2020 Stanislav Hejkal
- od prosince 2020 do 26. září 2021 Radim Kučera
- od 28. září 2021 do 4. března 2023 Jiří Jarošík

## Hráči z ciziny
Zejména v posledních letech hraje v týmu, zpravidla krátkodobě, celá řada hráčů nenarozených v České republice. Mnozí z nich byli po získání do klubu odesláni na hostování do jiných klubů v nižších soutěžích.
- Sergio José Bastida z Argentiny, v sezóně 1997/98, pak odeslán do Blšan
- Edin Džeko, Bosna a Hercegovina, v Teplicích 2005–2007, pak odešel do Německa
- Admir Ljevaković, Bosna a Hercegovina, 2007–dosud
- Samir Merzić, Bosna a Herzegovina, 2007–2010
- Michal Gašparík, Slovensko, 2007–2010
- Andrej Hesek, Slovensko, 2008–2010
- Aidin Mahmutović, Bosna a Hercegovina, 2008–2014
- Leandro Vieira, Brazílie, krátce 2008
- Pavlo Rudnickij, Ukrajina, 2008, odešel do Ústí n. L.
- Tomáš Belic, Slovensko, 2006–2008, odešel v prosinci 2008 do Řecka
- Matej Siva, Slovensko, od r. 2010
- Osama Elsamni, Japonsko, 2009–2010
- Jean-Bertin Akue, Nigérie 1996–1998
- Alen Melunović, Bosna a Hercegovina, 2009–2013
- Aldin Čajić, Bosna a Hercegovina, 2010–2014
- Abid Mujagić, Bosna a Hercegovina, 2012–2014
- Franci Litsingi, Kongo, 2013–2015
- Nivaldo Alves Freitas Santos, Kapverdské ostrovy, 2013–2017
- Eugène Salami, Nigérie, 2013–2015
- Elvis Bratanović, Slovinsko, 2014–2016
- Renārs Rode, Lotyšsko, 2014
- Chukwudi Chukwuma, Nigérie, 2014–2016
- Daniel Soungole, Pobřeží slonoviny, 2016–2020
- Manel Royo Castell, Španělsko, 2019–dosud
- Mohamed Tijani, Pobřeží slonoviny, 2022-dosud
- Dejan Boljević, Černá Hora, 2022-dosud
- Ngosa Sunzu, Zambie, 2021-dosud
- Vicu Bulmaga, Moldavsko, 2021-dosud